# Kittisak Hochin
Kittisak Hochin (thailändisch กิตติศักดิ์ โฮชิน; * 19. Januar 1994 in Bangkok) ist ein thailändischer Fußballspieler.

## Karriere

### Verein
Kittisak Hochin erlernte das Fußballspielen in der Jugendmannschaft des Drittligisten Assumption United FC in Bangkok. Hier unterschrieb er 2012 auch seinen ersten Vertrag. 2013 wechselte er zum Erstligisten Muangthong United. Die Rückserie 2013 wurde er an den Drittligisten Nakhon Nayok FC nach Nakhon Nayok ausgeliehen. Während seiner Zeit bei Muangthong wurde er nicht in der Thai Premier League eingesetzt. Nach Vertragsende wechselte er 2015 zum Zweitligisten Pattaya United nach Pattaya. Mit dem Verein wurde er 2015 Vizemeister der Thai Premier League Division 1 und stieg somit in die Erste Liga auf. Nach fünf Einsätzen verließ er Pattaya 2017 und schloss sich dem Zweitligisten Bangkok FC an. Mit dem Verein stieg er Ende 2017 in die Dritte Liga, die Thai League 3, ab. Nach einem Jahr in der Dritten Liga wechselte er 2019 zum Zweitligisten Thai Honda FC nach Bangkok. Nachdem Thai Honda Ende 2019 bekannt gab, dass man nicht mehr in der Thai League antreten wird, verließ er den Club und schloss sich dem Erstligisten PT Prachuap FC aus Prachuap an. Für Prachuap absolvierte er 22 Spiele in der ersten Liga. Im Juni 2021 verpflichtete ihn der ebenfalls in der ersten Liga spielende Suphanburi FC. Am Ende der Saison 2021/22 belegte er mit dem Verein aus Suphanburi den 16. Tabellenplatz und musste somit in die zweite Liga absteigen. Für Suphanburi bestritt er 16 Ligaspiele. Nach dem Abstieg verließ er den Verein und schloss sich dem Zweitligisten Raj-Pracha FC an. Nach einer Saison, in der er 20 Ligaspiele betritt, wechselte er im Sommer 2023 zum Drittligisten Bangkok FC. Für den Hauptstadtverein bestritt er elf Ligaspiele. Im Dezember 2023 wurde sein Vertrag nicht verlängert.

### Nationalmannschaft
Von 2009 bis 2011 spielte Kittisak Hochin dreimal in der thailändischen U-16-Nationalmannschaft. Einmal trug er das Trikot der U-19-Nationalmannschaft.

## Erfolge
Pattaya United
- Thailändischer Zweitligavizemeister: 2015  ▲